# Сатаров, Валентин Николаевич
Валенти́н Никола́евич Сата́ров (8 ноября 1953, Владимир, РСФСР, СССР) — советский футболист, тренер.

## Карьера
Воспитанник владимирского футбола, занимался футболом с восьми лет, первый тренер — Иван Иванович Нечаев. С 1969 года привлекался к товарищеским матчам основного состава владимирского «Торпедо», а 17 сентября 1971 года дебютировал в составе команды в первенстве страны в игре против батумского «Динамо». Является одним из лучших игроков местного «Торпедо» в его истории. Лучший бомбардир команды в первенствах СССР — 107 мячей в 363 матчах (по другим данным, 334 матча и 106 голов).
Во время службы в армии выступал за смоленскую «Искру». В 1982 году, когда «Торпедо» временно лишилось статуса команды мастеров, выступал в первенстве КФК за владимирский «Луч», и снова выступал за эту команду в середине 1980-х. В 1983—1984 годах играл за ивановский «Текстильщик», в составе которого стал финалистом Кубка РСФСР — 1984.
В 1990, вместе с Николаем Павельевым, играл за финский клуб КП-75. За сезон забил 3 мяча, после чего вернулся на Родину.
После окончания карьеры занялся тренерской деятельностью. Работал в ДЮСШ «Торпедо». С 1993 по 1995 и с 1999 по 2001 год входил в тренерский штаб «Торпедо». Работал с молодёжной командой клуба «Торпедовец».
С 2004 года руководил работой ДЮСШ хоккея с шайбой и фигурного катания № 8 г. Владимира.